# Amauromyces pallidus
Amauromyces pallidus är en svampart som beskrevs av Jülich 1978. Amauromyces pallidus ingår i släktet Amauromyces och familjen Meruliaceae.   Inga underarter finns listade i Catalogue of Life.